# Medicane Ianos

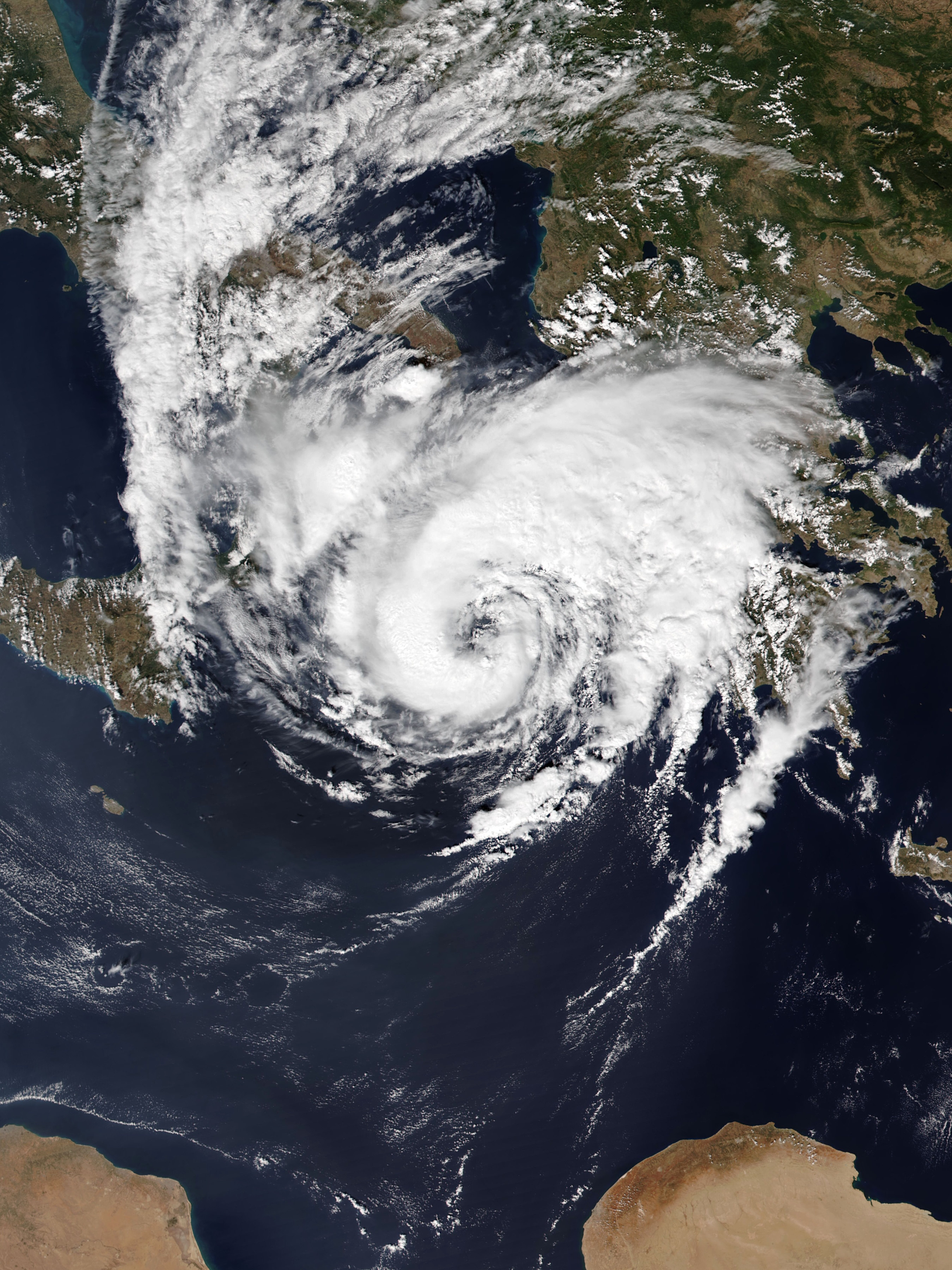
Wirbelsturm „Ianos“

Der Medicane Ianos (auch Mediterraner Wirbelsturm Ianos) war ein Tiefdruckgebiet mit einigen typischen Merkmalen eines Mittelmeer-Zyklons, der in Griechenland im September 2020 zu schweren Verwüstungen und Überschwemmungen sowie zu Zerstörungen im lokalen Verkehrs-, Strom- und Wasserversorgungsnetz führte. Vier Menschen kamen dabei zu Tode.

## Entwicklung des Wetterphänomens

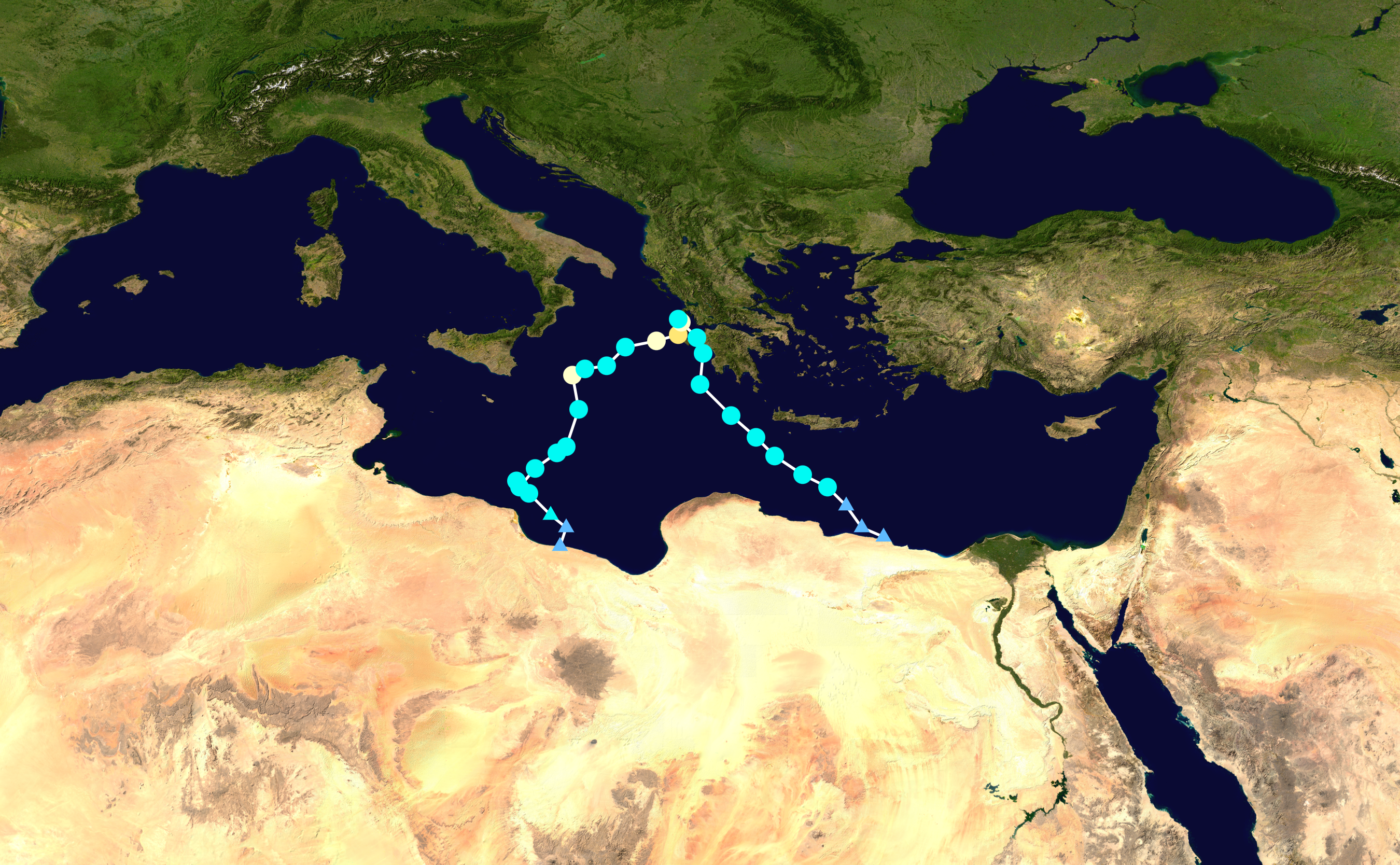
Zugbahn von Iaons mit Farbcode nach Saffir-Simpson-Hurrikan-Windskala

Die Meeresoberflächentemperatur war mit 27 bis 28 °C noch sehr warm.  Über der Grossen Syrte, der großen Bucht an der Mittelmeerküste Libyens, entwickelte sich ein Sturmtief mit 995 hPa. Daraus entstand Mitte September südöstlich von Italien zwischen Sizilien und dem Ionischen Meer ein Wirbelsturm, der sich mit zunehmender Geschwindigkeit nach Griechenland bewegte und zugleich stärker wurde. Er erreichte am frühen Morgen des 18. September die Küste der Inseln im Ionischen Meer mit Wellenhöhen bis 7 Meter. Die größte Stärke erreichte er mit Windgeschwindigkeiten von etwa 150 km/h (Orkan mit 12 Beaufort) im Landesinneren von Griechenland.

## Betroffene Gebiete und Schäden
Die Inseln im südlichen Ionischen Meer waren die ersten betroffenen Gebiete, unmittelbar gefolgt vom Peloponnes. Im Hafen von Kyllini konnten die Fähren nicht mehr auslaufen, während in den Präfekturen Elis, Achaia, Etolioakarnania, Arkadien, Messenien, Zakynthos, Kefalonia und Ithaka der Ausnahmezustand ausgerufen wurde. Häfen auf Zakynthos und im Osten von Kefalonia wurden stark beschädigt. Über 7 Meter hohe Wellen trafen auf das Ufer, Hagel und Blitze wüteten.
Von dort setzte der Wirbelsturm mit starken Nord- und später Südwinden zum Festland über. Viele Gebiete in Thessalien waren schwer betroffen. Es entstanden Schäden am Straßennetz und an der Strom- und Wasserversorgung. Gebäude und Felder wurden überflutet, vier Menschen kamen ums Leben. Anschließend zog der Sturm Richtung Kreta weiter, wo er in der Nacht zum 20. September vor allem im (nord-)westlichen Teil der Insel, jedoch mit inzwischen weit aus weniger Kraft, wütete.

## Ursachen und Ausblick
Ursache für diese Entwicklung ist die Globale Erwärmung als Auswirkung der Klimakatastrophe. Wärmere Meeresoberflächentemperaturen auch im Mittelmeer können dazu führen, dass Stürme den Charakter tropischer Zyklone annehmen, die Windgeschwindigkeiten zunehmen und die Stürme intensiver werden. Eine 2017 von Raquel Romera geleitete Studie zum globalen und planetaren Wandel, die eine große Anzahl regionaler Klimamodellprojektionen untersuchte, unterstützte die Theorie, dass die Medicane durch den Klimawandel allmählich stärker werden.
In Folge der Katastrophe wurden 240 Millionen Euro an Fördermitteln für den Hochwasserschutz bereitgestellt. Dennoch übertraf im September 2023 das Sturmtief Daniel Medicane Ianoas noch an Schäden, brachte jedoch auch höhere Niederschlagsmengen mit sich.